# 凡妮莎·哈金斯
凡妮莎·安妮·哈金斯（英語：Vanessa Anne Hudgens，臺灣唱片圈譯為薇妮，1988年12月14日—）是一位美国女演员和歌手，她於2003年首次饰演福克斯公司（Fox Searchlight）出品影片《芳龄十三》中的角色，2004年演出Thunderbirds，也在2006年被选入《歌舞青春》、《歌舞青春2》和《歌舞青春3》的拍攝，擔任女主角。
因為《歌舞青春》的成功，凡妮莎·安妮·哈金斯在2006年9月26日發行自己個人第一張專輯《V美眉》，并于2008年7月1日发行了第二张专辑《發現薇妮》。

## 早年生活
哈金斯出生於加利福尼亞州薩利納斯，父親為愛爾蘭、美國印地安混血，母親則擁有菲律賓、中國和西班牙血統。

## 私人生活
凡妮莎·安妮·哈金斯的前男友是扎克·埃夫隆， 他們於2005年拍攝歌舞青春時認識，并因而假戏真做，成了生活中的情侣。谣言称凡妮莎和柴克两人在日本给歌舞青春3做宣传时，柴克曾向凡妮莎求婚，但两人已经证实此事纯属媒体虚构。两人先后于4月15日和5月7日接受Ellen访谈秀，并向各位粉丝澄清此事，据报道柴克目前并无结婚的打算。而在2010年12月初他們已宣佈分手。
凡妮莎於2010年與奥斯汀·巴特勒交往。奥斯汀·巴特勒是经凡妮莎的闺蜜好友艾殊莉·緹絲黛爾介绍认识的，但兩人已於2020年分手。2014年9月，凡妮莎遭黑客入侵 iCloud，使她的艷照被放到網上。

## 影視作品列表

### 電影
| 年份   | 標題                              | 角色                              | 備註                   |
| ------ | --------------------------------- | --------------------------------- | ---------------------- |
| 2003年 | 《芳齡十三》                      | Noel                              |                        |
| 2004年 | 《雷鳥神機隊》                    | Tintin                            |                        |
| 2006年 | 《歌舞青春》                      | Gabriella Montez                  | Disney Channel電視電影 |
| 2007年 | 《歌舞青春2》                     | Gabriella Montez                  | Disney Channel電視電影 |
| 2008年 | 《歌舞青春3：畢業嘉年華》         | Gabriella Montez                  | Disney Channel電影     |
| 2009年 | 《搖滾未來》                      | Sa5m                              |                        |
| 2011年 | 《野獸情人》                      | Lindy Taylor                      |                        |
| 2011年 | 《殺客同萌》                      | 布女郎（Blondie）                 |                        |
| 2012年 | 《地心冒險2》                     | Kailani                           |                        |
| 2012年 | 《放浪青春》                      | Candy                             |                        |
| 2013年 | 《驚天凍地》                      | 辛蒂                              |                        |
| 2013年 | 《殺千刀重出江湖》                | Cereza                            |                        |
| 2013年 | 《給我庇護》                      | Agnes "Apple" Bailey              |                        |
| 2015年 | 《怪獸高中》                      | Lorelei                           |                        |
| 2018年 | 《》                              | 史黛西·德諾佛 / 瑪格麗特·德拉珂德 |                        |
| 2018年 | 《職場女王攻略/她的成功日記》     | Zoe                               |                        |
| 2019年 | 《極地》                          | Camille                           |                        |
|        | 《穿越時空的騎士》                | Brooke                            | 監製                   |
| 2020年 | 《絕地戰警FOR LIFE》              | Kelly                             |                        |
| 2020年 | 《》                              | 史黛西 / 瑪格麗特 / 菲歐娜        | 監製                   |
| 2021年 | 《Asking for It》                 | Beatrice                          |                        |
| 2021年 | 《My Little Pony：活力新生代》    | Sunny Starscout                   | 配音                   |
| 2021年 | 《倒數時刻》                      | Karessa Johnson                   |                        |
| 2021年 | 《》                              | 史黛西 / 瑪格麗特 / 菲歐娜        | 監製                   |
| 2022年 | 《Haunted House: Trick-VR-Treat》 | The Fairy / Doll Woman            | VR                     |
|        | 《銀河系戀愛 》                   | Karina                            | 配音                   |
| 2023年 | 《鴞鎮市區》                      | Naomi                             |                        |
| 2024年 | 《法國女郎》                      | Ruby Collins                      |                        |
|        | 《絕地戰警：生死與共》            | Kelly                             |                        |